# Amt Dänischenhagen
La comunità amministrativa di Dänischenhagen (Amt Dänischenhagen) si trova nel circondario di Rendsburg-Eckernförde nello Schleswig-Holstein, in Germania.

## Suddivisione
Comprende 4 comuni:
1. Dänischenhagen (3 810)
2. Noer (878)
3. Schwedeneck (2 868)
4. Strande (1 511)

Il capoluogo è Dänischenhagen.
(Tra parentesi i dati della popolazione al 31 dicembre 2021)